# 少府穴
手掌握拳，手指彎進手掌，第4與第5指交接處就是少府穴。

少府穴是手少陰心經的榮穴，屬火，心經亦屬火，故是心經本穴。

少府是心臟病的急救大穴，心臟突然停止，下針關元、巨闕、湧泉、公孫及少府均可急救，少府下針很痛，少府又名手解穴，上半身的出血可以下少府。

心與小腸相表裡，陰痛、陰癢可在少府治。

- 少府穴、太衝穴、湧泉穴　排毒大作戰